# Langenberg (Geiselwind)
Langenberg (fränkisch: Langabärch) ist ein Gemeindeteil des Marktes Geiselwind im Landkreis Kitzingen (Unterfranken, Bayern). Die Gemarkung Langenberg hat eine Fläche von 3,752 km². Sie ist in 476 Flurstücke aufgeteilt, die eine durchschnittliche Fläche von 7881,91 m² haben.

## Geographische Lage
Das Dorf liegt am Haselbach, einem rechten Zufluss der Ebrach, zwischen dem Heuberg im Norden und dem Galgenberg im Süden, beides Erhebungen des Steigerwaldes. Im Nordosten wird die Flur von der Bundesautobahn 3 durchschnitten. Die Kreisstraße KT 15 führt die A 3 unterquerend nach Geiselwind zur Staatsstraße 2260 (0,6 km nordöstlich) bzw. nach Rehweiler (1,6 km westlich). Eine Gemeindeverbindungsstraße führt zum Gewerbegebiet von Geiselwind (1 km östlich) bzw. nach Rehweiler zur Kreisstraße KT 51 (1,8 km südwestlich).

## Geschichte

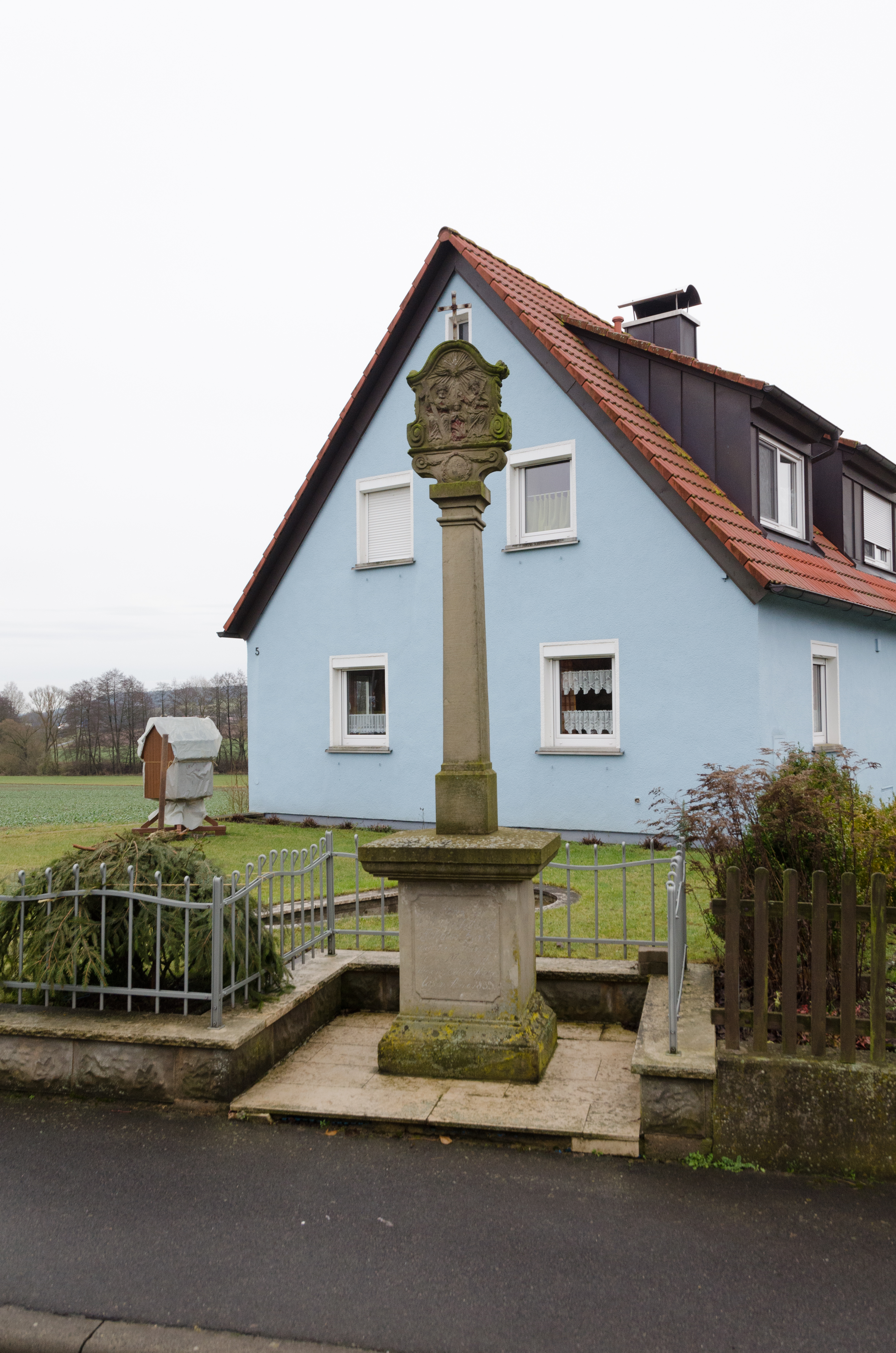
Der Bildstock in der Dorfmitte

Der Ortsname Langenberg verweist auf die natürlichen Begebenheiten in der Umgebung des Dorfes. Er nimmt Bezug auf einen langgezogenen Höhenrücken im Westen des Dorfes, der vom Heuberg und vom Fuchsberg gebildet wird. Das Bestimmungswort Langen- leitet sich vom mittelhochdeutschen Wort ‚lanc‘ ab, das so viel wie langgezogen, lang bedeutet. Das Dorf entstand um das Jahr 900, als die fränkischen Königsgüter in Mainfranken bereits an verdiente Adelige und Klöster verteilt waren.
Die älteste Erwähnung des Ortes erfolgte in den Quellen bereits im Jahr 1040. König Heinrich III. restitutierte damals einige Höfe aus seinem Besitz an das Benediktinerinnenkloster in Kitzingen ab. Darunter waren auch „4 mansos in villa que dicitur Langinberc“ (lat. Vier Gehöfte in dem Dorf, welches Langenberg genannt wird). Die Äbtissin von Kitzingen war noch 1405 im Besitz der Siedlung und schlichtete einen Streit über die Zugehörigkeit von Gütern.
Während des Spätmittelalters waren unterschiedliche Herren in Langenberg begütert. So erwarb im Jahr 1417 der Ritter Wyrich von Treuttlingen ein Gut in „Langemberg“. 1426 kaufte Erkinger VI. von Seinsheim mehrere Hofgüter von dessen Witwe Beatrix. 1432 hielt die Pfarrei Geiselwind im Dorf Einkünfte. Wahrscheinlich war der Zehnt zu dieser Zeit in den Händen des Augustiner-Chorherrenstifts Birklingen. Erst 1526 nach der Zerstörung des Klosters wechselte der Zehntherr.
Zwischen 1558 und 1575 hielten die Herren von Wenkheim die Zehnt über Langenberg. Sie hatten das Recht aus Dank vom Hochstift Würzburg erhalten. Noch 1589 war das Dorf Teil des hochstiftischen Amtes Stadtschwarzach, allerdings waren auch die Schwarzenberg, die Castell und die Crailsheim hier begütert. Schließlich setzten sich im 17. Jahrhundert die Schwarzenberg als Dorfherren durch und verkauften im Jahr 1684 ausgedehnte Waldgebiete an einige Handwerker im Ort.
Im Jahre 1806 kam Langenberg zum Königreich Bayern. Im Rahmen des Gemeindeedikts (frühes 19. Jahrhundert) wurde Langenberg dem Steuerdistrikt Gräfenneuses zugeordnet. Mit dem Zweiten Gemeindeedikt (1818) entstand die Ruralgemeinde Langenberg. Sie war in Verwaltung und Gerichtsbarkeit dem Herrschaftsgericht Burghaslach zugeordnet und in der Finanzverwaltung dem Rentamt Scheinfeld, nach dessen Auflösung im Jahr 1818 dem Rentamt Iphofen. Vor 1829 kam Langenberg an das Herrschaftsgericht Schwarzenberg (1852 in das Landgericht Scheinfeld umgewandelt). Für die Verwaltung war ab 1862 das Bezirksamt Scheinfeld zuständig (1939 in Landkreis Scheinfeld umbenannt) und für die Finanzverwaltung ab 1879 das Rentamt Markt Bibart (1919–1929: Finanzamt Markt Bibart, seit 1929: Finanzamt Kitzingen). Die Gerichtsbarkeit blieb bis 1879 beim Landgericht Scheinfeld, von 1880 bis 1973 war das Amtsgericht Scheinfeld zuständig, seitdem ist es das Amtsgericht Kitzingen. 1964 hatte die Gemeinde eine Gebietsfläche von 3,698 km². Am 1. Januar 1972 wurde Langenberg im Zuge der Gebietsreform in Bayern nach Geiselwind eingemeindet.

### Einwohnerentwicklung
| Jahr      | 1818  | 1840   | 1852   | 1855   | 1861   | 1867   | 1871   | 1875   | 1880   | 1885   | 1890   | 1895   | 1900   | 1905   | 1910   | 1919   | 1925   | 1933   | 1939   | 1946   | 1950   | 1952   | 1961  | 1970   | 1987   |
| Einwohner | 198   | 168    | 193    | 187    | 168    | 145    | 142    | 144    | 145    | 139    | 144    | 137    | 129    | 144    | 135    | 120    | 124    | 126    | 114    | 185    | 158    | 137    | 121   | 92     | 126    |
| Häuser    | 22    | 26     |        |        |        |        | 23     |        |        | 23     | 25     |        | 24     |        |        |        | 23     |        |        |        | 25     |        | 27    |        | 28     |
| Quelle    | [ 7 ] | [ 13 ] | [ 14 ] | [ 14 ] | [ 15 ] | [ 16 ] | [ 17 ] | [ 18 ] | [ 19 ] | [ 20 ] | [ 21 ] | [ 14 ] | [ 22 ] | [ 14 ] | [ 23 ] | [ 14 ] | [ 24 ] | [ 14 ] | [ 14 ] | [ 14 ] | [ 25 ] | [ 14 ] | [ 9 ] | [ 26 ] | [ 27 ] |

## Kultur und Sehenswürdigkeiten

### Baudenkmäler
Ein Bildstock des Jahres 1833 ist die einzige Sehenswürdigkeit im Dorf. Er wurde mit Reliefs der Pietà und der Aufnahme Mariens in den Himmel verziert.
ehemalige Baudenkmäler
- Haus Nr. 17: Erdgeschossiges verputztes Bauernhaus von drei zu fünf Achsen, mit Satteldach. Wohl Mitte des 19. Jahrhunderts erbaut. Fachwerkgiebel zur Straße. Hübsche zweigeteilte Tür aus der Erbauungszeit, mit gerilltem Sockelfeld und sechs diamantierten Rechteckfeldern oben. – Backofen, an der dem Hof abgewandten Traufseite angebaut, mit von der Küche aus zugänglichem tonnengewölbtem Vorraum.[29]
- Felsenkeller. Bei der neuen Kapelle südlich des Haselbaches. Vorhalle mit stichbogigem Gewölbe; im Türsturz des Eingangs „1832“ datiert.[29]

### Sage
Am Weg zwischen Gräfenneuses und Langenberg liegt ein Acker, an dessen Rand ein Bildstock zu finden ist. Dort ging die Sage von einem feurigen Mann um, der sein Unwesen auf dem Acker trieb. Er konnte ihn nicht verlassen, sondern war zwischen den dort stehenden Grenzsteinen gefangen. Deshalb ging man davon aus, dass der feurige Mann einst ein Siebener war, der dort ein großes Unrecht begangen hatte.

## Bildung
Langenberg liegt heute im Sprengel der Drei-Franken-Grundschule im Hauptort Geiselwind. Ab der 5. Klasse besuchen die Kinder die Nikolaus-Fey-Mittelschule in Wiesentheid. Weiterführende Schulen können mit der Mädchenrealschule in Volkach, der Realschule in Ebrach und mit der Realschule in Dettelbach besucht werden. Gymnasien gibt es in Münsterschwarzach (Egbert-Gymnasium), Volkach-Gaibach (Franken-Landschulheim Schloss Gaibach), Wiesentheid (Steigerwald-Landschulheim) und Kitzingen (Armin-Knab-Gymnasium). Bereits in Mittelfranken liegt das Gymnasium Scheinfeld.

## Religion
Langenberg ist seit der Reformation evangelisch-lutherisch geprägt und nach Rehweiler gepfarrt.